# Eirik Newth
Eirik Magnus Newth, född 17 augusti 1964, är en norsk författare, och mediapersonlighet som har skrivit en rad populärvetenskapliga böcker, särskilt för barn. Han är programledare för det populärvetenskapliga norska radioprogrammet Superstreng på norska Kanal 24.
Eirik Newth är utbildad astrofysiker från Universitetet i Oslo 1989. Han växte upp på Rykkinn i Bærum kommun som son till författarna Mette och Philip Newth. Han är gift med författaren Jorunn Danielsen Newth.
Eirik Newth deltog hösten 2006 i norska TV 2s underhållningsserie Skal vi danse.

## Priser och utmärkelser
- 1994 – Kultur- och kyrkodepartementets priser för barn- och ungdomslitteratur för Sola – vår egen stjerne
- 1996 – Bragepriset för Jakten på sannheten
- 1996 – Kultur- och kyrkodepartementets priser för barn- och ungdomslitteratur för Jakten på sannheten
- 1999 – Kultur- och kyrkodepartementets priser för barn- och ungdomslitteratur för Fremtiden. Hva skjer etter år 2000?
- 2004 – Skolbibliotekarieföreningens litteraturpris för Sola, Månen, Stjernene, Planetene
- 2006 – Nordiska skolbibliotekarieföreningens barnbokspris för Hvorfor dør vi?